# Heves vármegyei labdarúgó-bajnokság (első osztály)
A Heves vármegyei első osztály a megyében zajló bajnokságok legmagasabb osztálya, országos szinten negyedosztálynak felel meg. A bajnokságot a megyei szövetség írja ki. A bajnok az NB III-ban folytathatja, a kiesők a Heves vármegye II-ben folytathatják a küzdelmeket.

## Csapatok 2018/2019
2018/2019-ben az alábbi csapatok szerepelnek a bajnokságban:
| Csapat                    | Település      |
| ------------------------- | -------------- |
| Marshall-Andornaktálya SE | Andornaktálya  |
| Bélkő SE-Bélapát          | Bélapátfalva   |
| Besenyőtelek SC           | Besenyőtelek   |
| Borsodnádasdi LASE        | Borsodnádasd   |
| Berg System-Eger SE II    | Eger           |
| Egerszalók SE             | Egerszalók     |
| Felsőtárkány SC           | Felsőtárkány   |
| Füzesabonyi SC            | Füzesabony     |
| Energia SC Gyöngyös       | Gyöngyös       |
| Gyöngyöshalász SE         | Gyöngyöshalász |
| FC Hatvan                 | Hatvan         |
| Heréd LC                  | Heréd          |
| Hevesi LSC                | Heves          |
| Lőrinci VSC               | Lőrinci        |
| Maklár SE                 | Maklár         |
| Pétervására SE            | Pétervására    |